# 灰狼乐队
灰狼乐队（维语：Kök Böre，英语：Graywolf），是一只维吾尔摇滚乐队，主唱艾斯卡尔。

## 名称
“狼”是突厥民族古老的图腾。很多人都把“灰狼”作为名号，如土耳其政党之一的灰狼党。灰狼乐队把自己比作一头从沙漠走来的狼，伴随艾斯卡尔沧桑的嗓音，名副其实。

## 履历
- 1996年夏，参加“亚洲国际流行音乐节”。
- 2001年仲夏，乐队应邀在故宫为"世界三大男高音紫禁城演唱会"热身演出。在演唱会正式开始前，艾斯卡尔和乐队进行了半个小时的现场表演。
- 2001年7月，乐队在乌鲁木齐人民大会堂举行了一场名为“祝福”的演唱会。